# ジチオエリトリトール
ジチオエリトリトール (dithioerythritol, DTE) とは、四炭糖エリトロースの硫黄誘導体のひとつ。エリトリトールの両端のヒドロキシ基がチオール基に変わったもので、メソ体となっている。ジチオトレイトール (DTT) のエピマーにあたる。分子式は C4H10O2S2。
DTT と同様に、DTE は優れた還元剤である。DTE の標準還元電位は DTT ほど負側ではない、すなわち還元力は DTT に及ばない。これはおそらく酸化を受けて生じる環状のジスルフィドについて、ヒドロキシ基どうしに立体反発があるためと考えられている。